# قدر صدفي

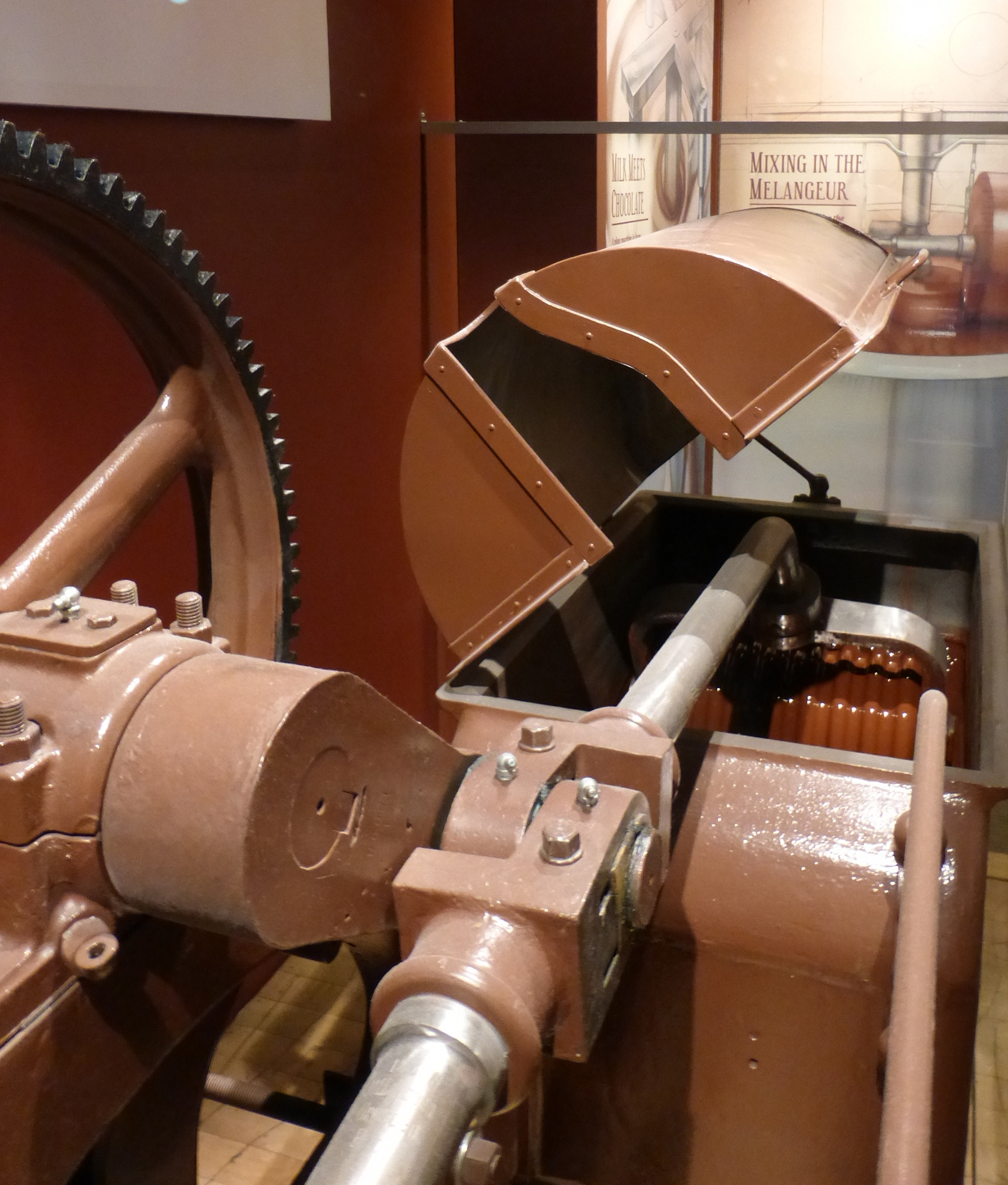
قدر صدفي

القدر الصدفي هو جهاز يستعمل في صناعة الشوكولاتة، يتكون من قدر للمزج والخلط ذو أرضية مموجة مثل المحار أو الصدف، بحيث يمكن توزيع زبدة الكاكاو بشكل متساوٍ في الشوكولاتة نتيجة حدوث تجانس في أحجام المكونات والجسيمات الصلبة.
ترتفع في القدر درجة الحرارة المزيج نتيجة الاحتكاك، مما يسهم بالتالي في تحسين المذاق بسبب تحرر الزيوت العطرية والمكونات الطبيعية في كتلة الكاكاو.

## التاريخ
اخترع رودولف ليندت القدر في مدينة برن السويسرية عام 1879. حيث قام بتطوير طريقة إنتاج شوكولاتة ذات رائحة فاقة وخصائص انصهار أعلى مقارنة بالطرق الأخرى المستخدمة في ذلك الوقت.

## اقرأ أيضاً
- تاريخ الشوكولاتة